# Trebušna votlina
Trebušna votlina je velika telesna votlina, ki jo obdajajo trebušne mišice in ledveni del hrbtenice ter jo od prsnega koša loči trebušna prepona, navzdol pa prehaja v medenico. Je del trebušno-medenične (abdominopelvične) votline.

## Zgradba

### Organi
V trebušni votlini so naslednji organi: želodec, jetra, žolčnik, vranica, trebušna slinavka, tanko črevo, ledvice, debelo črevo in nadledvične žleze.

### Potrebušnica
Potrebušnica ali peritonej je serozna mrena, ki pokriva stene trebušne votline in večino organov v njej. Del potrebušnice, ki oblaga spredaj in ob straneh steno trebušne votline, zgoraj trebušno prepono (oblaga pa tudi steno medenice) imenujemo stenska (parietalna) potrebušnica, del, ki pokriva notranje organe, pa drobovna (visceralna) potrebušnica). Potrebušnica daje oporo organom v trebušni votlini. Ledvice se nahajajo v trebušni votlini za potrebušnico, v t. i. retroperitonealnem prostoru. 
Med drobovno in stensko potrebušnico je ozka potrebušnična (peritonealna) votlina. V njej je serozna tekočina, ki olajša premikanje.

### Oporki
Oporki ali mezenteriji so duplikature potrebušnice, ki se pričvrščajo na stene trebuha in popolnoma obdajo notranje organe. So dobro prekrvljeni. Trije glavni oporki so oporek tankega črevesa, transverzalni mezokolon (ki pritrjuje črevesje na zadajšnjo trebušno steno) in sigmoidni mezokolon (pritrjuje esasto črevo oziroma sigmoidni kolon na zadajšnjo trebušno steno).

### Peča in pečica
Peča (veliki omentum) in pečica (mali omentum) sta specializirani duplikaturi potrebušnice, ki obdajata živce, žile, mezgovnice, maščevje in vezivo v trebušni votlini. Peča poteka iz velike želodčne krivine navzdol in pokriva črevo, pečica pa poteka z male želodčne krivine in z začetnega dela dvanajstnika do jetrne line.

## Klinični pomen

### Ascites
Do ascitesa oziroma trebušne vodenice pride, ko se v trebušni votlini nabira tekočina. Običajno ascites ni zaznaven, dokler se ne nabere toliko tekočine, da se trebuh napne. Nabrana tekočina povzroči pritisk na notranje organe, žile dovodnice in na prsni koš. Zdravljenje se usmerja na vzrok nabiranja tekočine. Ena od možnosti je zmanjšanje tlaka portalne vene, ki je zlasti uporabno pri ascitesu zaradi jetrne ciroze. Najboljša metoda zdravljenja hiloznega ascitesa, pri katerem pride do nabiranja limfe v trebušni votlini, je zaprtje mezgovnice, ki povzroči akumulacijo limfe. Ponavljajoči se ascites je lahko tudi posledica srčnega popuščanja.

### Vnetje
Pride lahko do vnetja potrebušnice (peritonitisa), ki ga običajno spremlja vnetje tudi v kakem drugem delu telesa. Lahko je posledica poškodovanega notranjega organa ali pa poškodbe trebušne stene, lahko tudi s kirurškim posegom. Lahko pa se okužba prenese v trebušno votlino tudi po krvih žilah ali mezgovnicah. Najpogostejše žarišče so prebavila. Peritonitis je lahko akuten ali kroničen, generaliziran ali lokaliziran in lahko ima enega ali več vzrokov. Peča in pečica pomagata pri zamejevanju vnetja, vendar se nezdravljena okužba prej ali slej razširi po trebušni votlini. Kot sekundarni odziv na okužbo se lahko pojavi tudi ognojek oziroma absces. Pri zdravljenju abscesov so pomembni antibiotiki, vendar je običajno potrebna tudi zunanja drenaža.